# Зухуров, Сайдамир
Сайдамир Зухуров (тадж. Сайдамир Зуҳуров; род. 20 февраля 1951 года, Фархарский район, Кулябская область, Таджикская ССР, СССР) — военный и государственный деятель Таджикистана, генерал-полковник (2002), Председатель ГКНБ Республики Таджикистан/Министр безопасности Республики Таджикистан (с 1992—1995 и с 1996—1999 годов).

## Биография
Зухуров Сайдамир родился 20 февраля 1951 года в Фархорском районе, в крестьянской семье. Окончил среднюю школу № 29 Фархорского района.
После службы в рядах Вооружённых Сил Советского Союза (военную службу проходил в городе Запорожье Украинской области с 1969 по 1971 гг.) поступил в Педагогическом институте им Т. Г. Шевченко в г. Душанбе по специальности «историк».
По окончании института, трудовую деятельность начал в 1975 году учителем истории в средней школе им. Горького Фархарского района.
В сентябре 1977 года Зухуров Сайдамир был зачислен в кадры КГБ СССР. После окончания школы КГБ г. Минска работал оперуполномоченным Ленинградского РО УКГБ Таджикской ССР по Кулябской области до 1981 года. С 1981 г по 1982 г был слушателем Краснознаменного института КГБ СССР имени Ю. В. Андропова в г. Москве.
С 1983 по 1984 гг. выполнял специальные задания в Афганистане.
С 1985 по 1990 гг. оперуполномоченный, руководитель группы, заместитель начальника отдела Управления государственной безопасности по Кулябской области, 1990—1991 гг. сотрудник центрального аппарата КГБ СССР в г. Москве, 1991—1992 гг. начальник отдела, заместитель начальника Управления государственной безопасности по Кулябской области.
В 16-й сессии Верховного совета Республики Таджикистан, которая проходила в ноябре 1992 года в городе Худжанде, Зухуров по предложению председателя Верховного Совета Эмомали Рахмонова был утверждён на должности председателя Комитета национальной безопасности Таджикистана.
С 1995 по 1996 гг. министр внутренних дел Республики Таджикистан.
С 1996 по 1999 гг. министр безопасности Республики Таджикистан.
С декабря 1999 г. по январе 2005 г. — вице-премьер Республики Таджикистан, курировал силовые структуры.
С января 2005 г. по декабре 2006 г. — командующий Пограничными войсками Республики Таджикистан.
С 2006 по 2016 гг. — начальник Главного управления по защите госсекретов при Правительстве Республики Таджикистан.
В настоящее время на пенсии.

## Заложники
В февраля 1997 года, когда в районе Оби Гарма в труднодоступной горной местности Бахром Содиров, брат одного из самых жестоких полевых командиров Объединённой таджикской оппозиции, Ризвона Содирова, с вооруженной группой около 25 человек захватил в заложники четверых российских журналистов, пять сотрудников миссии ООН и двоих работников Международного Комитета Красного креста. Он потребовал от правительства Таджикистана немедленно отпустить Содирова Ризвона и его сторонников, заблокированных на границе, для прохода из Афганистана на территорию Таджикистана. В противном случае он угрожал убить всех заложников.
Ситуация была чрезвычайно сложной. Всякая военная операция по освобождению заложников, могла привести к их гибели и многочисленным потерям среди военнослужащих. Тогда, Зухуров будучи министром безопасности, возглавлявший операцию по освобождению заложников, стал вести переговоры с боевиками, предлагая себя в обмен на пленённых заложников. С условием, что Бахром Содиров отпустит всех пленённых. В качестве первого шага он потребовал освободить женщин и больных. Боевики согласились, отпустили четырех заложников, а Зухуров, без охраны, под прицелом оружия боевиков, поднялся к ним, продолжая вести переговоры. Одновременно передавал в штаб информацию о ситуации. Эта операция продолжалась около 10-ти дней, в холодное время года, в условиях постоянного морально-психологического напряжения.
В результате продолжительной и кропотливой работы всех структур власти при содействии Ахмад Шаха Масуда было достигнуто соглашение об эвакуации боевиков из занятого ими места. Генерал Зухуров С. и остальные заложники были освобождены.
Об этом событии по пьесе Иброхима Усмонова «Десять дней генерала Шерака», 21 мая 2021 года состоялась премьера на сцене Государственного академического драматического театра имени Абулкосима Лахути. Спектакль поставил молодой режиссер Республиканского музыкально-драматического театра Дангаринского района Саломиддин Додарбеков. Произведение состоялся из 3 актов и 8 действий.

## Награды
- Орден «Зарринточ» II степени (Таджикистан)
- Орден «Исмоили Сомони» II степени (Таджикистан)
- Орден «Спитамен» I степени (2013) (Таджикистан)[1]
- Орден «Красное Знамя» (СССР)
- Орден «За личное мужество» (СССР)
- Медаль «За отвагу» (Афганистан)
- Медаль «От благодарного афганского народа» (Афганистан)
- Медаль «За безупречную службу» (КГБ СССР)
- Заслуженный деятель Таджикистана